# Yamakita
Yamakita (japanska: 山北町?, Yamakita-machi) är en landskommun (köping) i Kanagawa prefektur i Japan.  